# Њутн метар
Њутн метар је мерна јединица момента силе у СИ систему.